# Giovanni Andrea Balbi
Giovanni Andrea Balbi (noto anche come Giannandrea Balbi, in croato: Ivan Andrija Balbi; Veglia, 10 marzo 1692 – Pola, 23 ottobre 1771) è stato un vescovo cattolico dalmata.

## Biografia
Nacque il 10 marzo 1692 a Veglia. Proveniente da una famiglia modesta, fin da giovane dimostrò una spiccata vocazione religiosa. Studiò a Roma, dove nel 1728 conseguì il dottorato in teologia presso l'Università "La Sapienza", e il 6 ottobre dello stesso anno fu ordinato sacerdote. Pochi anni dopo, nel 1728, fu nominato vescovo di Nona, in Dalmazia, diocesi che all'epoca era sotto il controllo della Repubblica di Venezia. Ricevette la consacrazione episcopale il 20 giugno 1728 per mano del cardinale presbitero di San Pancrazio fuori le mura Vincenzo Ludovico Gotti, co-consacranti Antun Kadčić, vescovo di Traù, e Giovanni Domenico Xiberras, vescovo titolare di Epifania di Siria.
Durante il suo episcopato a Nona dovette affrontare numerose difficoltà legate alla divisione religiosa della diocesi, che comprendeva sia fedeli di rito latino sia ortodossi. Le tensioni tra le diverse comunità religiose divennero evidenti quando, nel 1728, gli abitanti ortodossi di Bencovazzo gli impedirono con la forza di compiere una visita canonica alla loro chiesa, nonostante i suoi predecessori avessero svolto regolarmente simili visite in tutte le chiese di rito orientale. Inoltre, si trovò in conflitto con i sacerdoti glagolitici, che rappresentavano la maggior parte del clero locale, molti dei quali provenivano dalla diocesi di Zara. Nonostante le difficoltà, cercò di mantenere l'ordine religioso e si impegnò per la riforma del clero, pur non riuscendo a risolvere del tutto le problematiche interne della diocesi.
Il 21 luglio 1732 fu trasferito alla diocesi di Pola, succedendo a Lelio Valentino Contessini-Ettorio. La diocesi di Pola, situata in Istria, si trovava in una situazione economica e strutturale difficile, e Balbi dovette affrontare numerosi problemi legati alla gestione del clero e alle condizioni delle chiese. La diocesi era divisa tra il dominio veneziano e quello austriaco, con il confine tra le due potenze che ostacolava la possibilità del vescovo di visitare tutte le parrocchie. La parte sotto il controllo austriaco, infatti, era soggetta a restrizioni che gli impedivano di entrare in molte delle parrocchie più lontane, una situazione che persistette fino al 1742, quando il vescovo ottenne finalmente il permesso di visitare alcune di esse. Tra queste, Fiume, dove celebrò la cresima per migliaia di fedeli, un evento che segnò un punto significativo del suo episcopato.
Oltre alle difficoltà politiche e alle problematiche interne alla diocesi, Balbi dovette confrontarsi con una condizione di grande miseria economica. In una delle sue relazioni inviate a Roma nel 1735, il vescovo descrisse lo stato precario della cattedrale di Pola, che contava solo 11 canonici, e le condizioni sanitarie della città, che egli descriveva come malsane e pestilenziali. Nonostante ciò, non si limitò alla gestione amministrativa, ma si impegnò anche nella riforma pastorale. Combatté contro gli abusi e le pratiche illecite, come la scelta arbitraria dei parroci da parte del popolo, e si adoperò per migliorare la vita spirituale della sua diocesi. Grazie alla sua determinazione, avviò la costruzione di nuove chiese e la restaurazione di quelle esistenti, e provvide anche alla stampa e distribuzione di catechismi per il clero e i fedeli.
Nel corso del suo episcopato inviò 14 relazioni alla Santa Sede, la prima delle quali nel 1735 e l'ultima nel 1770. In queste relazioni, descrisse la sua diocesi, segnalando la condizione di miseria e la mancanza di un seminario nella parte veneta della diocesi. Balbi si preoccupò anche di migliorare la formazione del clero e di risolvere le problematiche relative all'amministrazione delle parrocchie. Per esempio, nelle parrocchie di Stignano e Monticchio, dove i fedeli avevano il diritto di scegliere autonomamente il proprio parroco, cercò di riportare la disciplina ecclesiastica, mentre nelle altre parrocchie nominava i sacerdoti, previa approvazione della Santa Sede. Inoltre, lavorò per rafforzare la presenza della Chiesa nei territori rurali, organizzando missioni popolari, con l'assistenza dei gesuiti e dei francescani.
Morì il 23 ottobre 1771, dopo una lunga malattia. La sua morte fu seguita da una solenne cerimonia funebre, che si svolse secondo il protocollo vescovile. La salma fu esposta nella sala principale del palazzo vescovile di Pola, dove rimase per un giorno, prima di essere sepolta nella cattedrale. La cerimonia funebre, che si svolse con grande solennità, fu testimoniata dal vice curato della cattedrale, don Niccolò Leonardelli, che ne registrò ogni dettaglio, affinché fosse ricordato nelle generazioni future. Alla cerimonia parteciparono il capitolo e il clero cittadino, che cantarono il vespro e la messa funebre per il defunto vescovo. La salma fu poi portata in processione attraverso le vie della città, prima di essere sepolta con il rito previsto per i vescovi. Dopo la sua morte fu ricordato come un vescovo che, nonostante le difficoltà politiche e religiose, aveva cercato di migliorare le condizioni della sua diocesi e di guidare il suo popolo con fermezza e devozione.

## Genealogia episcopale
La genealogia episcopale è:
- Cardinale Scipione Rebiba
- Cardinale Giulio Antonio Santori
- Cardinale Girolamo Bernerio, O.P.
- Arcivescovo Galeazzo Sanvitale
- Cardinale Ludovico Ludovisi
- Cardinale Luigi Caetani
- Cardinale Ulderico Carpegna
- Cardinale Paluzzo Paluzzi Altieri degli Albertoni
- Cardinale Gaspare Carpegna
- Cardinale Giacomo Boncompagni
- Cardinale Vincenzo Ludovico Gotti
- Vescovo Giovanni Andrea Balbi